# U.S. Route 160
La U.S. Route 160 è un'autostrada degli Stati Uniti in direzione est-ovest lunga 1 465 miglia (2 358 km) che passa attraverso il Midwest e gli Stati Uniti occidentali. Il capolinea occidentale del percorso è situato sulla US 89 cinque miglia (8 km) ad ovest di Tuba City, Arizona. Il capolinea orientale è sulla US 67 e sulla Missouri 158 a sud-ovest di Poplar Bluff, Missouri.
In una canzone country del 1975 di C.W. McCall, intitolata Wolf Creek Pass, viene citato il percorso dal Wolf Creek Pass a Pagosa Springs, Colorado